# Маньківський-Владика Карпо Іванович
Маньківський-Владика Карпо Іванович, шептаківський сотник (?-1692-?).
Маньковський Карпо (Казимир), польської нації шляхтич, який перейшов за ревнощі благочестя, з Польщі в Малу Росію, служив всеросійському скипетру в різних військових походах», - так писав його онук в 1767 р. Насправді, Манковскій перейшов в Малоросію, мабуть, за чутками про Мазепину прихильність до «поляків», тобто до вихідців з правого берега Дніпра. У своєму розрахунку Маньковскій, як видно, і не помилився: Мазепа не забарився дати йому сотницький уряд в Шептаках, де вже сидів на управлінні волостю такий же «поляк» - Бистрицький. Подальша служба Маньківського описана онуком його так: «У 1696 році, під час взяття Азовської фортеці, в чину сотника шептаківского, діяв при атаці з командою; в 1697 р., в поході під Кизикерменом знаходився і в місті Кизикермені з командою для збереження фортеці залишений, від ворога велике зазнав утискання. У 1698 р. під містом званим Тамань, в боях проти ворога був; а в 1701 р., на місці полковника Стародубського Миклашевського, з відрядженими полку того козаками в поході, при атаці Руголевськой фортеці, убитий». Прихильність Мазепи до Маньковському виразилося тим, що він дав йому кілька сіл.
1. ↑  Лазаревский А.М. Описание старой Малоросии. Том І. Полк Стародубский.